# Shane Watts
Shane Watts   (Maffra, 7 de novembre de 1972) és un antic pilot de motociclisme fora d'asfalt australià que va guanyar el Campionat del Món d'enduro de 125cc 2T el 1997 i diversos campionats nacionals australians i nord-americans, tant d'enduro com de motocròs i altres modalitats.
Conegut per la seva impredictibilitat i menyspreu a les lesions, sovint se l'ha anomenat el "Travis Pastrana" de les curses fora d'asfalt. Ha aparegut en diverses pel·lícules, entre elles Common Ground i Moto3 (una pel·lícula on hi apareixen només pilots de primer nivell). No només va ser un motociclista destacat, sinó que també ha fet una transició reeixida al món empresarial. Ha editat diversos DVDs de formació i actualment dirigeix la DirtWise Academy of Off-Road Riding, propietat seva.

## Primers anys i vida personal
Watts va començar a conduir motocicletes a cinc anys. Va passar molt de temps competint en proves de club i aficionats, mentre progressava ràpidament i anava guanyant-hi molts títols al llarg dels anys. Com que encara no s'hi guanyava la vida, per tal de guanyar diners, a 18 anys va fer un aprenentatge de quatre anys com a tècnic d'instrumentació en una refineria de gas terrestre i més tard va treballar en plataformes petrolieres durant curts períodes.
El 2005, Watts es va casar amb Carrie Marshall i el juliol d'aquell any van tenir una filla, Eden. El 2006, Watts va seguir el campionat nord-americà Grand National Cross Country (GNCC), viatjant en una autocaravana juntament amb la seva dona i la seva filla. Va tenir el seu segon fill, Rionn, el setembre de 2007, i el tercer, Brock, el novembre de 2010. Actualment, Watts resideix a Newton (Carolina del Nord), on s'establí el desembre de 2006.

## Carrera internacional
Watts va guanyar la majoria dels seus títols a Austràlia i Europa. Va guanyar el seu primer Campionat d'Austràlia d'enduro el 1993, el mateix any que va rebre per primera vegada el patrocini de KTM (un patrocini que va durar fins al 2004). Va continuar guanyant el campionat absolut australià fins al 1999 i més tard, el 2006, va guanyar el campionat de la seva classe. El 1995 va formar part de l'equip nacional australià que va guanyar el Junior Trophy als Sis Dies Internacionals d'Enduro (ISDE), celebrats a Jelenia Góra (Polònia).
El 1996 va guanyar el Campionat d'Austràlia de motocròs de 500cc i es va convertir en professional. El 1997 va ser Campió del Món d'enduro i l'any següent va obtenir la victòria absoluta als ISDE de Traralgon (Austràlia) amb una motocicleta de 125 cc, un fet inèdit a l'època. Tot seguit, Watts es va dirigir als Estats Units.

## Carrera als EUA
Watts va arribar als Estats Units el 1999, amb l'ajuda de KTM, per a competir al campionat Grand National Cross Country (GNCC). Aviat va començar a guanyar-hi curses, però va patir una lesió al genoll que li va impedir competir pel títol d'aquell any. Va tornar-hi l'any següent i va esdevenir el primer no nord-americà a guanyar el títol. Watts va ser l'únic que va guanyar curses del GNCC amb diverses cilindrades, corrent-hi i guanyant en sis diferents cilindrades de motocicletes KTM.
En aquells moments, el GNCC encara estava creixent i Watts va continuar ajudant a atreure-hi espectadors. Sovint, l'australià era descrit com a "impetuós" i "franc". Participava en una àmplia gamma d'esdeveniments i obtenia constantment l'atenció dels aficionats. Dormia dins un sac de dormir sota la seva furgoneta la nit abans de la cursa, escalfava roda a la graella de sortida i feia tota mena de coses per tal de cridar l'atenció dels assistents. Es va lesionar, però, una gran quantitat de vegades, cosa que li va impedir de seguir competint al màxim nivell.

## DVDs formatius
Watts ha llançat nombrosos DVDs de formació que exemplifiquen algunes de les tècniques que li van permetre guanyar tants campionats. El primer d'aquests DVDs va ser DirtWise with Shane Watts. Més tard va produir una sèrie de quatre volums titulada DirtWise with Shane Watts Advanced. El volum 1 explica tècniques a adoptar en conducció amb fang, sorra i terreny accidentat i el volum 2 tracta de frenades i revolts. Els altres dos volums, encara en producció, havien d'incloure tècniques sobre turons, barrancs i desnivells (volum 3) i troncs, roques i "wheelies" (volum 4).

## Escoles de pilotatge
Watts està centrat actualment en les seves escoles de pilotatge, conegudes com a DirtWise Academy. Viatja pels Estats Units organitzant moltes d'aquestes escoles cada any. El seu projecte ha sortit publicat en moltes revistes, com ara Dirt Rider. A l'article d'aquesta publicació especialitzada, Watts diu que l'objectiu de l'acadèmia és «fer que tothom sigui un pilot més segur, relaxat i còmode a través d'un nivell d'habilitat superior» («[..]making everyone a safer, more confident and more comfortable rider through a higher skill level»). Altres revistes que han fet ressenyes de la seva escola són Australian Dirt Bike, Motorcycle USA i RidersWest Magazine.

## Lesions
Watts ha tingut una llarga llista de lesions al llarg de la seva carrera. Va patir múltiples fractures de clavícula a partir dels 17 anys, quan va començar a córrer a nivells més alts. La lesió que més ha afectat la seva carrera és la seva reiterada lesió de Lligament Encreuat Anterior (LEA). Es va trencar per primer cop el LEA el 1996 als ISDE de Hämeenlinna (Finlàndia), però no se'l va tractar fins a quatre setmanes després. Es va tornar a lesionar el mateix LEA poc després de la cirurgia, quan va esperar només quatre setmanes per tornar a córrer quan els metges li deien que hauria d'haver esperat dos mesos i mig. La tercera vegada que se'l va lesionar, va seguir totes les indicacions mèdiques i va esperar el temps adient. Va tornar-se a trencar el mateix LEA per quarta i última vegada fent un "wheelie" per a un fan, en caure de la moto.
La lesió més recent de Watts va ser en una escola de pilotatge el 2009, on es va trencar l'esquena en una «caiguda senzilla i a velocitat lenta», amb fractura de cinc vèrtebres, cosa que va requerir de fusionar-ne sis. Tot i que la primera valoració dels metges va ser que no podria tornar a portar motocicletes, menys de mig any després Watts va tornar-hi i va ocupar l'onzè lloc final al Moose Run AMA National Hare & Hound de Red Mountain (Califòrnia).

## Palmarès
- 1 Campionat del Món d'enduro 125cc 2T (1997)
- 1 Victòria absoluta i de classe en 125cc als ISDE (1998)
- 1 Victòria al Junior Trophy dels ISDE (1995)
- 8 Campionats d'Austràlia d'enduro (1993-1999, 2006)
- 1 Campionat d'Austràlia de motocròs 500cc (1996)
- 1 Grand National Cross Country (2000)